# 王人镇
王人镇，是中华人民共和国安徽省亳州市利辛县下辖的一个乡镇级行政单位。

## 行政区划
王人镇下辖以下地区：
南街社区、北街社区、东街社区、王人村、郭营村、四里村、王维村、五里村、刘营村、太原村、辛车村、邵庙村、曹店村、储寨村、东李村和高寨村。